# 1870 en Suisse
Chronologie de la Suisse
- 1866
- 1867
- 1868
- 1869
- 1870
- 1871
- 1872
- 1873
- 1874

Cette page concerne l'année 1870 du calendrier grégorien en Suisse.

## Gouvernement au1erjanvier 1870
- Conseil fédéral[1]
  - Jakob Dubs (PRD), président de la Confédération
  - Karl Schenk (PRD), vice-président de la Confédération
  - Emil Welti (PRD)
  - Melchior Josef Martin Knüsel (PRD)
  - Jean-Jacques Challet-Venel (PRD)
  - Wilhelm Matthias Naeff (PRD)

## Évènements

### Janvier
Mercredi 12 janvier 
- Fondation à Lucerne de la Société de navigation du lac des Quatre-Cantons.

 Vendredi 21 janvier 
- Décès à Paris, à l’âge de 57 ans, du Fribourgeois d’origine Alexandre Ivanovitch  Herzen, précurseur du populisme russe.

### Février
Mardi 1er février 
- Election au Conseil fédéral de Paul Ceresole (PRD, VD).

 Vendredi 4 février 
- Décès à Genève, à l’âge de 78 ans, du peintre Joseph Hornung.

 Samedi 12 février 
- Election au Conseil fédéral de Paul Ceresole (PRD, VD).

 Mardi 15 février 
- La Banque cantonale de Zurich ouvre son premier guichet.

 Jeudi 24 février 
- Un incendie ravage le village de Domat/Ems (GR). 45 bâtiments sont détruits.

### Mars
Samedi 12 mars 
- Fondation à Zurich de l'Union suisse du commerce et de l'industrie (plus connue sous le nom de Vorort),

 Dimanche 13 mars 
- Fondation du premier parti social-démocrate par Hermann Greulich, rédacteur à la Tagwacht.

 Dimanche 27 mars 
- Décès à Neuchâtel, à l’âge de 62 ans, du physicien Henri Ladame.

### Mai
Lundi 16 mai 
- Un incendie ravage le village de Maienfeld (GR). 18 bâtiments sont détruits.

### Juin
Lundi 20 mai 
- Le Conseil fédéral décide le percement du tunnel ferroviaire du Gothard.

### Juillet
Dimanche 10 juillet 
- Début de la Fête fédérale de chant Neuchâtel.

 Vendredi 15 juillet 
- Le Conseil fédéral demande aux Chambres fédérales les pleins pouvoirs.

 Samedi 16 juillet 
- Le Conseil fédéral prononce la déclaration de neutralité de la Suisse et annonce la mobilisation de cinq divisions.

 Mardi 19 juillet 
- Hans Herzog est élu général par l'Assemblée fédérale.
- Le National Suisse, organe des radicaux neuchâtelois, devient quotidien.

### Octobre
Samedi 1er octobre 
- Introduction de la carte postale dans le service des postes.

### Décembre
Jeudi 1er décembre 
- Recensement fédéral. La population de la Suisse s’élève à 2 655 001 habitants.

 Vendredi 30 décembre 
- À la suite de malversations et de négligences, la Banque cantonale du Valais interrompt toutes ses opérations.